# 새롬동도서관
새롬동도서관은 세종특별자치시에 있는 시립 도서관이다.

## 연혁
- 2018년 3월 : 새롬동 도서관 설치 공사
- 2018년 6월 : 새롬동 도서관 개관

## 시설 안내
- 지하1층 : 지하주차장, 기계실, 전기실
- 4층 : 종합자료실, 디지털자료실, 어린이열람실, 유아열람실, 일반열람실, 세미나실, 임산부후게실, 사무실